# Киселівка (Миколаївський район)
Киселі́вка — село в Україні, у Первомайській селищній громаді Миколаївського району Миколаївської області. Населення становить 1256 осіб.

## Населення
За даними всеукраїнського перепису населення 2001 року, населення становило 1256 особи.
Мова
Розподіл населення за рідною мовою за даними перепису 2001 року був наступним:
| українська | 1146 | 91,24 |
| російська  | 76   | 6,05  |
| молдавська | 7    | 0,56  |
| вірменська | 10   | 0,8   |
| білоруська | 4    | 0,32  |
| польська   | 1    | 0,08  |
| болгарська | 2    | 0,16  |
| гагаузька  | 1    | 0,08  |
| інші       | 9    | 0,71  |

## Історія
Село заснували у 1836 році переважно переселенці-католики з польських, литовських та білоруських земель, які опинилися тут за царським указом. Село мало назву Поляцьке. Пізніше село перейменували на Киселівку. Принаймні, 1876 року (а також у 1877, 1899 і 1903 роках) вже мало назву Киселівка. Можливо, на честь тодішнього міністра державного майна Павла Кисельова (1837—1856), проте сталось це не 1905 року, як подають деякі джерела.
1852 року у Киселівці постала мурована каплиця Непорочного Зачаття Пресвятої Діви Марії, споруджена коштом графині Целестини Панкратьєвої, яка була освячена 1897 року єпископом Тираспольським Антонієм Церром. Перед революцією парафія налічувала 1360 вірян, котрі мешкали у самому селі та у навколишніх хуторах, а обслуговував їх настоятель о. Йосиф Барановський.
Станом на 1886 рік в селі мешкало 558 осіб, налічувалося 98 дворів, функціювала католицька каплиця.
У 1926 році радянська влада закрила святиню, пристосувавши її під склад добрив, а потім як приміщення для сільськогосподарських машин місцевого колгоспу. У селі збереглася невелика громада католиків, якій наприкінці 1990-х років вдалося повернути напівзруйновану колишню каплицю та частково її відремонтувати. 28 вересня 2013 року її освятив єпископ Броніслав Бернацький.
У 2022 році, під час російської окупації села, святиню, яка пережила дві війни та революцію, російські окупанти вщент знищили. Каплиця, за інформацією настоятеля отця Олександра, спочатку обстріляли, потім у нього влучили артилерійські снаряди. 2 травня костел вигорів повністю. Близько 75% будинків зруйновано вщент, інші — непридатні до життя. Після бомбардування істотно постраждали місцева школа, дитячий садочок, селищна рада.